# Eugen Reichl
Eugen Reichl (* 1954) ist ein deutscher Betriebswirt, Raumfahrtexperte, Sachbuchautor und Blogger.

## Leben
Reichl studierte Betriebswirtschaftslehre und schloss sein Studium mit dem Diplom ab. Er arbeitete für Airbus und war dort für die Vermarktung von Raketenantrieben zuständig. Er schrieb zunächst neben seiner Arbeit Bücher und Artikel zum Thema Raumfahrt. Schließlich wurde er freiberuflicher Autor. Neben seiner schriftstellerischen und journalistischen Tätigkeit hält Reichl populärwissenschaftliche Vorträge zum Thema Raumfahrt und arbeitet an den Blogs SciLogs und Der Orion mit.

## Bücher (Auswahl)
- SPACE 2024: Das aktuelle Raumfahrt-Jahrbuch mit allen Starts, 2023, Verein zur Förderung der Raumfahrt, ISBN 978-3944819242
- Chinas Raumfahrt – Ein Riese erwacht, Motorbuchverlag, 2023, ISBN 978-3-613-04536-1
- Aliens, UFOs, unerklärliche Phänomene – Die Suche nach Außerirdischen, Motorbuchverlag, 2022, ISBN 978-3-613-04499-9
- Raumfahrt-Geschichte – Die 100 wichtigsten Ereignisse, Motorbuchverlag, 2022, ISBN 978-3-613-04396-1
- Menschen im Weltraum, Springer, 2022, ISBN 978-3662653241
- Die Zukunft der Raumfahrt – Private Projekte, Motorbuchverlag, 2021, ISBN 978-3-613-04466-1
- Mondwärts – Der Wettlauf ins All, Motorbuchverlag, 2019, ISBN 978-3-613-04196-7
- Saturn V – Die Mondrakete, Motorbuchverlag, 2019, ISBN 978-3-613-03747-2
- Moskaus Mondprogramm, Motorbuchverlag, 2019, ISBN 978-3-613-04027-4
- Wir haben ein Problem: Storys aus der Raumfahrt, Eulenspiegel, 2017, ISBN 978-3-359-01734-9
- Project Mercury: America in Space Series, Schiffer Publishing Ltd, 2016, ISBN 978-0764350696
- Project Gemini: America in Space Series, Schiffer Publishing Ltd, 2016, ISBN 978-0764350702
- Projekt »Apollo« – Die Mondlandungen, Motorbuchverlag, 2014, ISBN 978-3-613-03722-9
- Reichl gibt seit 2004 die Space-Jahrbücher heraus, die jährlich erscheinen[5][6]

## Online-Vorträge (Auswahl)
- Elon Musk. Missionen zu Mond und Mars. Starlink. Der Traum vom Mensch im Weltraum. Eugen Reichl auf YouTube, 28. Dezember 2023, abgerufen am 4. Januar 2024.
- Wettlauf ins All? China auf dem Weg zur Weltraumsupermacht. Eugen Reichl auf YouTube, 24. November 2022, abgerufen am 4. Januar 2024.